# Alicia Kinoshita
Alicia Kinoshita (木下 アリーシア Kinoshita Aliishia: Copenhague, 4 de fevereiro de 1967) é uma velejadora japonesa. 

## Carreira
Alicia Kinoshita representou seu país nos Jogos Olímpicos de 1992, 1996 e 2000 na qual conquistou a medalha de prata na classe 470 em 1996, com Yumiko Shige. 